# Convento de las Comendadoras de Santiago (Toledo)
El actual convento de las Comendadoras de Santiago en la ciudad de Toledo (España) ocupa, desde 1935, el Claustro de la Mona, parte del monasterio de Santo Domingo el Real de Toledo. Situado en el extremo norte de aquel complejo arquitectónico, se conserva el antiguo refectorio de Santo Domingo, dentro del cual destaca un alfaraje de finales del siglo XV.
El patio principal, llamado de la Mona, se construyó tras las obras de la nueva iglesia dominica, empezada en 1565, muy posiblemente por don Diego de Velasco. El claustro fue trazado por Diego de Alcántara -que se formó junto a Juan de Herrera y actuó como Aparejador en el Alcázar de Toledo-, el cual dio también las trazas del pasamanos de hierro, los balaustres y los azulejos.

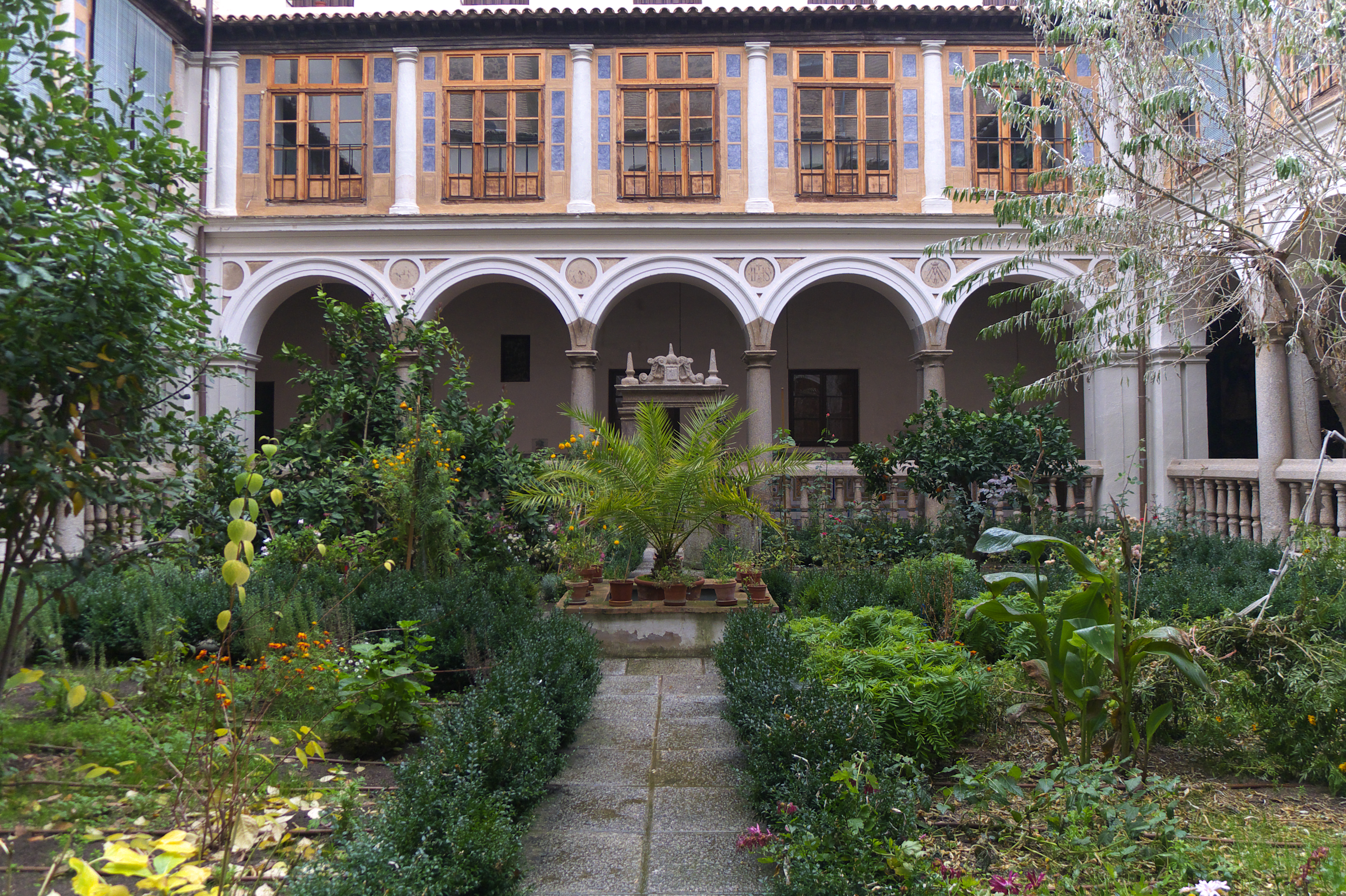
Claustro de la Mona

## Descripción
El patio de la Mona es de planta cuadrada y consta de dos pisos; el interior, con arcos sobre columnas y el segundo adintelado. Llama la atención el uso exclusivo de la columna como soporte: Sencilla en el piso superior y pareada en el inferior; colocadas, exactamente, una detrás de otra. Solamente en las esquinas, las columnas se ven sustituidas por pilares en ángulo, con pilastras. Como única decoración aparecen en las enjutas unos tondos, de los que solamente se señala el perímetro, que recuerdan el estilo de Covarrubias. Las galerías están cubiertas de vigas, separadas por tabicas decoradas con motivos como el anagrama de Jesucristo y los escudos de Castilla y León, de Aragón y de Córdoba.
En las esquinas del patio se encuentran los respectivos retablos con puertas para cubrir con lienzos. Uno de ellos contiene una bonita escultura del siglo XV, que representa a Cristo atado a la columna.
La iglesia, que se encuentra junto al coro, bajo el antiguo refectorio, conserva todavía el púlpito renacentista.
Las monjas trajeron bastantes objetos de su antiguo convento de Santa Fe, entre los que destacan las sillerías del coro alto y bajo y algunos retablos barrocos.